# Broadley-sisakteknős
A Broadley-sisakteknős (Pelusios broadleyi) a hüllők (Reptilia) osztályába és a teknősök (Testudines) rendjébe és a sisakteknősfélék (Pelomedusidae) családjába tartozó faj.

## Előfordulása
Kenya területén, a Turkana-tóban honos.

## Megjelenése
Páncéljának a hossza 15.5 centiméter.